# Cruziohyla
Cruziohyla – rodzaj płazów bezogonowych z podrodziny Phyllomedusinae w rodzinie rzekotkowatych (Hylidae).

## Zasięg występowania
Rodzaj obejmuje gatunki występujące na karaibskich stokach południowo-wschodniej Nikaragui i wschodniego Hondurasu, przez Kostarykę i Panamę do pacyficznych nizin Kolumbii i północno-zachodniego Ekwadoru na wysokości poniżej 500 m n.p.m.; na amazońskich nizinach Boliwii, Kolumbii, Ekwadoru, Peru i stanu Amazonas w Brazylii.

## Systematyka

### Etymologia
Cruziohyla: Carlos Alberto Gonçalves da Cruz (ur. 1944), brazylijski herpetolog; rodzaj Hyla Laurenti, 1768.

### Podział systematyczny
Rodzaj ten został utworzony w 2005 roku podczas rewizji rodziny rzekotkowatych (Hylidae) i wyodrębniony z rodzaju Agalychnis.
Do rodzaju należą następujące gatunki:
- Cruziohyla calcarifer (Boulenger, 1902)
- Cruziohyla craspedopus (Funkhouser, 1957) – chwytnica cudaczna[4]
- Cruziohyla sylviae A.R. Gray, 2018